# Wilhelm von Pappenheim
Wilhelm von Pappenheim (* 15. Jahrhundert; † 1508, bei Trient) war Herr auf der Burg Rothenstein und entstammte dem Adelsgeschlecht derer von Pappenheim.

## Leben
Wilhelm von Pappenheim ist der Sohn des Heinrich XI. von Pappenheim und seiner Gemahlin Anna von Abensberg. Er war vermählt mit Magdalena von Rechberg († 1508). Ab dem Jahr 1458 hatte er das Amt eines Landvogtes und Hauptmannes in Augsburg inne. 1490 wird Wilhelm von Pappenheim als Rat des Kurfürsten Friedrichs III. in Sachsen genannt. Drei Jahre später war er 1493 bei den Begräbnisfeierlichkeiten Kaiser Friedrich III. in repräsentativer Funktion anwesend. Er trug, zusammen mit anderen Standespersonen, die 16 Provinz- und Reichsfahnen vor. 1499 nahm Wilhelm von Pappenheim am Schwabenkrieg teil. Bereits vier Jahre später war Wilhelm erneut Teilnehmer in einer Auseinandersetzung, als Feldhauptmann des Schwäbischen Bundes nahm er am Landshuter Erbfolgekrieg teil. Wilhelm starb im Jahr 1508 auf dem Romzug zur Kaiserkrönung Maximilians I. in Trient. Seine letzte Ruhestätte fand Wilhelm von Pappenheim in Pappenheim.

## Nachkommen
Wilhelm von Pappenheim hatte insgesamt fünf Kinder, vier Söhne und eine Tochter:
- Wolfgang von Pappenheim († 1558), kaiserlicher Rat
- Joachim von Pappenheim (* 1490; † 16. Oktober 1536 in Mailand), Erbauer der Burg Neu-Kalden bei Altusried
- Wilhelm von Pappenheim († 1530 in Dänemark)[4]
- Christoph von Pappenheim (* 1492; † 19. Juni 1539), Bischof des Bistums Eichstätt und zugleich Fürstbischof des Hochstifts Eichstätt
- Elisabeth von Pappenheim ⚭ Caspar von Laubenberg.[5]